# دين كاين
دين كاين (بالإنجليزية: Dean Cain)‏ مواليد 31 يوليو 1966 في ماونت كليمنس، ميشيغان، الولايات المتحدة، هو ممثل ومخرج ومنتج أمريكي بدأ مسيرته الفنية عام 1976.

## الأعمال
- رات ريس
- 5 أيام من الحرب
- أطلق الرصاص علي!
- فرايجر
- القانون والنظام: الوحدة الخاصة للضحايا
- هوب وفيث
- لاس فيغاس
- سمولفيل
- سي إس آي: ميامي
- عقول إجرامية
- الله ليس ميت

## وصلات خارجية
- دين كاين على موقع IMDb (الإنجليزية)
- دين كاين على موقع ميتاكريتيك (الإنجليزية)
- دين كاين على موقع روتن توميتوز (الإنجليزية)
- دين كاين على موقع ألو سيني (الفرنسية)
- دين كاين على موقع أول موفي (الإنجليزية)
- دين كاين على موقع قاعدة بيانات الأفلام السويدية (السويدية)
- دين كاين على موقع إن إن دي بي (الإنجليزية)
- دين كاين على موقع قاعدة بيانات الفيلم (الإنجليزية)
- دين كاين على موقع ليتربوكسد (الإنجليزية)
- دين كاين على موقع كينوبويسك (الروسية)